# Schizotherium
Lo schizoterio (gen. Schizotherium) è un mammifero perissodattilo estinto, appartenente ai calicoteri. Visse nell'Oligocene (circa 30 - 25 milioni di anni fa) e i suoi resti fossili sono stati ritrovati in Europa e in Asia.

## Descrizione
Questo animale aveva un aspetto piuttosto insolito: il cranio doveva essere piuttosto allungato, vagamente simile a quello di un cavallo, ma le zampe erano decisamente differenti, estremamente robuste e dotate di forti artigli ricurvi. Al contrario di forme simili ma successive (come Ancylotherium e Moropus), i metatarsi erano più lunghi che larghi. Il cranio era dotato di una dentatura semi - ipsodonte (ovvero i molari e i premolari erano a corona moderatamente alta).

## Classificazione
Schizotherium è considerato uno dei più primitivi rappresentanti della famiglia dei calicoteridi, un gruppo di mammiferi perissodattili dalle caratteristiche insolite, dotati di grandi artigli ricurvi. In particolare, Schizotherium è ritenuto il più primitivo rappresentante del gruppo degli schizoteriini, che si svilupparono dando origine a forme di dimensioni maggiori nel corso del Miocene. 
Schizotherium è noto per alcune specie rinvenute in Europa e in Asia, vissute nel corso dell'Oligocene. La specie tipo, Schizotherium priscum, è nota per numerosi resti fossili dentari e postcranici, rinvenuti principalmente in Francia, nel giacimento di Quercy. Altre specie sono note in Asia (la ben nota S. turgaicum del Kazakistan, S. ordosium della Cina e S. avitum della Mongolia e della Cina), che si distinguono principalmente per dettagli delle ossa metacarpali e dei denti. 
Si suppone che Schizotherium sia all'origine di numerose forme di calicoteridi, diffusesi in Europa (Metaschizotherium), Asia, Africa e Nordamerica. 